# Dungeon Siege II
Dungeon Siege II ist ein Fantasy-Action-Rollenspiel für Windows und der zweite Teil der Dungeon-Siege-Spielreihe. Das Spiel wurde von Gas Powered Games entwickelt und von Microsoft Game Studios am 16. August 2005 in den USA sowie am 2. September 2005 in Europa veröffentlicht. Die Veröffentlichung der Erweiterung Dungeon Siege II: Broken World erfolgte am 22. August 2006 durch den Publisher 2K Games. Am 24. Oktober 2006 erschien eine Deluxe Edition, die das Hauptspiel, die Erweiterung und unter anderem auch ein Making-of-Video zum Spiel sowie eine Karte der Spielwelt Aranna beinhaltet.

## Spielprinzip
Das Prinzip des Spiels besteht darin, sich im Hack-and-Slay-Modus durch die Spielwelt zu kämpfen, um durch das Töten von Monstern Erfahrung, Gold und Gegenstände zu sammeln. Das Spiel ist in drei Akte unterteilt, in denen etliche Primär- und Sekundäraufträge zu bewältigen sind. Wurde es durchspielt, so kann es noch zwei weitere Male auf höheren Schwierigkeitsgraden absolviert werden, was mit einem erhöhten Level der gespielten Charaktere und der zu besiegenden Gegner einhergeht. Neben dem erstellten Hauptcharakter sind auch acht weitere vorgegebene Charaktere spielbar, die sich im Verlauf des Spiels anheuern lassen. Die so entstehenden Gruppen sind im niedrigsten Schwierigkeitsgrad auf vier Mitglieder begrenzt. Für jeden höheren Schwierigkeitsgrad kann einer Gruppe ein weiterer Charakter hinzugefügt werden, sodass auf der höchsten Stufe mit Gruppen von bis zu sechs Charakteren gespielt werden kann.
Jeder dieser Charaktere kann in einer oder mehreren der vier Klassen Nahkampf, Fernkampf, Natur- und Kampfmagie geschult werden, wobei die Erhöhung der Werte eines Charakters, zu denen neben der Fähigkeitsstufe einer Klasse auch Gesundheit und Mana sowie die Attribute Stärke, Geschicklichkeit und Intelligenz zählen, davon abhängig ist, auf welche Weise ein Angriff ausgeführt wird. So erhöht sich beispielsweise beim Umgang mit einem Schwert, die Nahkampf-Fähigkeitsstufe eines Charakters sowie vorwiegend dessen Gesundheit und das Attribute Stärke. Das Spiel bietet gegenüber seinem Vorgänger ein erweitertes Fähigkeitensystem, bei dem die Charaktere für jede erreichte Fähigkeitsstufe einen Fähigkeitspunkt erhalten, der in eine von 12 Fähigkeiten je Klasse investiert werden kann. Zudem ist es möglich, durch das Setzen einer bestimmten Anzahl an Fähigkeitspunkten in verschiedene vorgegebene Fähigkeiten, besonders mächtige Künste freizuschalten, derer es 7 Stück je Klasse gibt. Eine weitere Neuerung des Spiels ist die Option sich Schoßtiere, wie etwa ein Feuerelementar, züchten zu können, die durch das Füttern mit Gegenständen heranwachsen und dazu in der Lage sind Auren oder Künste zu entwickeln. Zudem steht ein Bestiarium zur Verfügung, das Buch über bereits besiegte Monster führt und somit Informationen über diese bereitstellt.

## Handlung
Vor eintausend Jahren, als sich, während einer gewaltigen Schlacht, die Anführer zweier Heere im Kampf begegneten, traf das mächtige Schwert des Zaramoth auf Azunais magischen Schild, wodurch der Schild zersprang und in der Folge eine große Katastrophe ausgelöst wurde, die über ganz Aranna Zerstörung brachte und somit zum Ende des ersten Zeitalters führte. Jahrhunderte später folgte einen junger Prinz namens Valdis einer lockenden Vision, die ihn zu den Dunkelmagiern führte, welche ihm Zugang zu Zaramoths verlorenen Schwert verschafften. Valdis beschloss daraufhin die vier Teile des zersprungenen Schildes, die Aegis genannt werden und die in ganz Aranna verstreut wurden, an sich zu bringen, um durch das erneute Kreuzen von Schwert und Schild, die Welt ein weiteres Mal dem Ende eines Zeitalters entgegenzuführen, mit der Absicht sie anschließend, nach seinem eigenen Willen, neu zu gestalten.
Das Spiel beginnt mit der Landung der Truppen Valdis’ am Strand der Insel Greilyn, wo aus einem Küstentempel der Dryaden der erste Teil des Schildes, die Aegis des Lebens, geraubt werden soll. Auch der erstellte Hauptcharakter der Spielenden und sein bester Freund Drevin gehören zu den Angreifern, da sie sich, auf der Suche nach Ruhm und Reichtum, dem Heere Valdis’ als Söldner angeschlossen hatten. Nachdem der Küstentempel erobert werden konnte, fällt Valdis seinen Söldnern aber in den Rücken, wodurch Drevin zu Tode kommt und der Hauptcharakter in die Gefangenschaft der Dryaden gerät. Aufgrund von Valdis’ Verrat und des Todes seines Freundes Drevin, von dem er nur noch ein Medaillon als Andenken besitzt, das dieser ihm noch kurz bevor er starb überreichen konnte, schlägt sich der Hauptcharakter auf die Seite der Dryaden, die er fortan bei der Bekämpfung von Valdis’ Truppen unterstützt. Nach einigen weiteren Abenteuern auf der Insel Greilyn und einer Begegnung mit einem geheimnisvollen Azunitengelehrten, der den Hauptcharakter über Valdis’ dunkles Ansinnen in Kenntnis setzt, reist dieser zusammen mit einigen Gefährten, die sich seiner Sache angeschlossen hatten, auf das Festland, wo sich die kleine Abenteurer-Gemeinschaft erst durch die Azunitenwüste schlägt und anschließend die Feste Windstein von einem drachenartigen Riesentrilisken befreit. Danach begeben sich die Abenteurer nach Aman’lu, der Heimatstadt des Hauptcharakters, die jedoch verwüstet vorgefunden wird.
Es stellt sich heraus, dass Valdis die Zerstörungen in der Stadt veranlasst hatte, um deren Einwohner zu strafen, da diese die dort von ihm gesuchte Aegis des Todes kurz zuvor zur Feste Schneebachheim gesandt hatten. Der das Artefakt mitführenden Karawane folgend, bringen die Abenteurer jedoch in Erfahrung, dass die Dunkelelben, die Vai`Kesh genannt werden, die Karawane überfallen und das Artefakt geraubt haben. Also wird gegen die Räuber vorgegangen, ihr Prophet erschlagen und zu guter Letzt auch ein mit dunkler Magie erschaffenes Riesenbaumwesen namens Knotentorkler vernichtet. Mit der gewonnenen Aegis des Todes machen sich die Gefährten auf nach Schneebachheim, wobei es ihnen unterwegs gelingt, den ersten der fünf Dunkelmagier zu besiegen. An der Feste angelangt, müssen sie jedoch feststellen, dass diese von den Heerscharen Valdis’ belagert wird, deren Begehr die sich dort befindende Aegis der Blindheit ist. Durch einen geheimen Eingang gelingt es den Abenteurern in die Feste vorzudringen, wo sie erst den letzten verbliebenen Verteidigern gegen die feindlichen Bodentruppen zur Seite stehen und dann auch einem geflügelten Drachen den Gar ausmachen können. Trotz alledem kann die Feste aber nicht gehalten werden und so bringen die Abenteurer die zweite Aegis an sich, mit der sie in die Wüstenstadt Kalrathien fliehen.
In Kalrathien angekommen helfen die Abenteurer den von den Schergen Valdis’ unterdrückten Einwohnern der Stadt, sich aus deren Knechtschaft zu befreien, wofür sie zum Dank die Aegis der Sicht erhalten. Danach begeben sie sich zum Versammlungsort der Dunkelmagier, wo es gelingt, drei weitere der finsteren Fünf zu erschlagen, was ihnen die Aegis des Lebens einbringt. Mit den vier Bruchstücken von Azunais zersprungenen Schild im Gepäck, suchen sie die agallanischen Riesen auf, um sie darum zu bitten, das magische Objekt wieder zusammenzuschmieden. Diese gewähren das Ersuchen, wobei sie den Schild sogar noch stärker fertigen als er zuvor war, denn das Medaillon, dass der Hauptcharakter damals von seinem Freund Drevin erhielt, erweist sich als mächtiges Herzstück der Schutzwaffe, das lange Zeit als verschollen galt. Gut gewappnet dringen die Abenteurer dann zu Valdis’ Festung, Zaramoths Hörner, vor, die hoch auf einem Berg thronend, das Zentrum der Macht von Valdis und seinem Erzmagier ist. Nachdem auch der Letzte der Dunkelmagier bezwungen werden konnte, kommt es auf dem Gipfel des Berges, im Tempel des Valdis, zu einer finalen Schlacht.
Inmitten der Auseinandersetzung erscheint jedoch plötzlich der Azunitengelehrte, der sich als der Übermagier der Dunkelmagier zu erkennen gibt. Mit magischen Kräften reißt er den Schild Azunais an sich, sodass Valdis das Schwert des Zaramoth darauf niederfahren lassen kann. Doch dieses Mal zerspringt nicht der Schild, sondern die Klinge. Der Dunkelmagier teilt den Kontrahenten daraufhin mit, dass er beide ihrer Geschicke gelenkt hatte, um Zaramoths Schwert zerstören zu lassen. Kurz darauf wird Valdis von den Abenteurern vernichtet und ein neues Zeitalter zu Gunsten des Übermagiers beginnt.

## Dungeon Siege II: Broken World

Dungeon Siege II: Broken World Logo

Die von Gas Powered Games entwickelte und von 2K Games veröffentlichte Erweiterung Broken World erschien am 22. August 2006. Sie enthält, unter anderem, einen vierten Akt, der die Handlung des Hauptspiels weiterführt, die zwei neuen Hybridklassen Steinfaust und Blut-Mörder, die neue Fähigkeiten und Künste mit sich bringen, zwei neue rekrutierbare Charaktere und die Option als Zwerg zu spielen. Zu den weiteren Neuerungen gehört die Möglichkeit Fähigkeiten zurücksetzen zu lassen, sodass Charaktere neu spezialisiert werden können. Auch stehen etliche neue magische Gegenstände mit neuen magischen Eigenschaften, neue zu bekämpfende Monster und mit dem vogelähnlichen Kohlteufel sowie dem Lastwidder zwei neue Schoßtiere zur Verfügung.
Über die Eingabe von Codes können zwischen Dungeon Siege II: Broken World und dem PSP-Ableger Dungeon Siege: Throne of Agony Gegenstände getauscht werden.

## Rezeption
Die Spielezeitschrift Computer Bild Spiele lobte die „lebendige Welt mit zahlreichen Abenteuern“ und die lange Spieldauer, negativ beurteilte sie die wenigen Einflussmöglichkeiten auf die Figuren-Entwicklung sowie geringe Abwechslung. Sie vergab eine gute Testnote von 1,8 im Schulnotensystem.
Games Aktuell lobte die gute Story, die sich im Vergleich zum ersten Teil deutlich verbessert habe.